# Eugeniusz Lotar
Eugeniusz Lotar, właśc. Eugeniusz Kowalik (ur. 22 sierpnia 1912 w Krakowie, zm. 28 maja 1980 w Gdańsku) – polski aktor teatralny i filmowy.

## Życiorys
Był synem Izydora i Józefy z domu Bartosik. W 1932 występował w teatrze objazdowym. W 1936 uzyskał dyplom śpiewu solowego w Instytucie Muzycznym w Krakowie. W latach 1936–1938 występował dorywczo w teatrach rewiowych Warszawy. W 1939 wziął udział w przedstawieniach Nasze Miasto i Samuel Zborowski F. Goetela w Teatrze Narodowym w Warszawie. Podczas okupacji niemieckiej pracował w Krakowie jako motorniczy tramwajowy - od 1942 jako buchalter. Czasami śpiewał w kawiarniach. Od 1945 do końca sezonu 1946/1947 był w zespole aktorskim Teatru Śląskiego w Katowicach.
W 1948 zdał eksternistyczny egzamin aktorski. 
Absolwent Instytutu Muzycznego w Krakowie. Aktor Teatru Śląskiego w Katowicach, Teatru im. Żeromskiego w Kielcach, Teatrów Śląsko-Dąbrowskich na scenie w Opolu, Teatru Dramatycznego w Częstochowie, Teatru Powszechnego w Łodzi, Teatru Ziemi Pomorskiej w Bydgoszczy i Teatru im. Węgierki w Białymstoku. 
Od 1959 roku aktor Teatru Wybrzeże w Gdańsku i Teatru Ziemi Pomorskiej w Grudziądzu. 
Od 1977 był na emeryturze.
Pochowany na Cmentarzu Srebrzysko w Gdańsku (rejon XIV, kwatera IV-3-9).

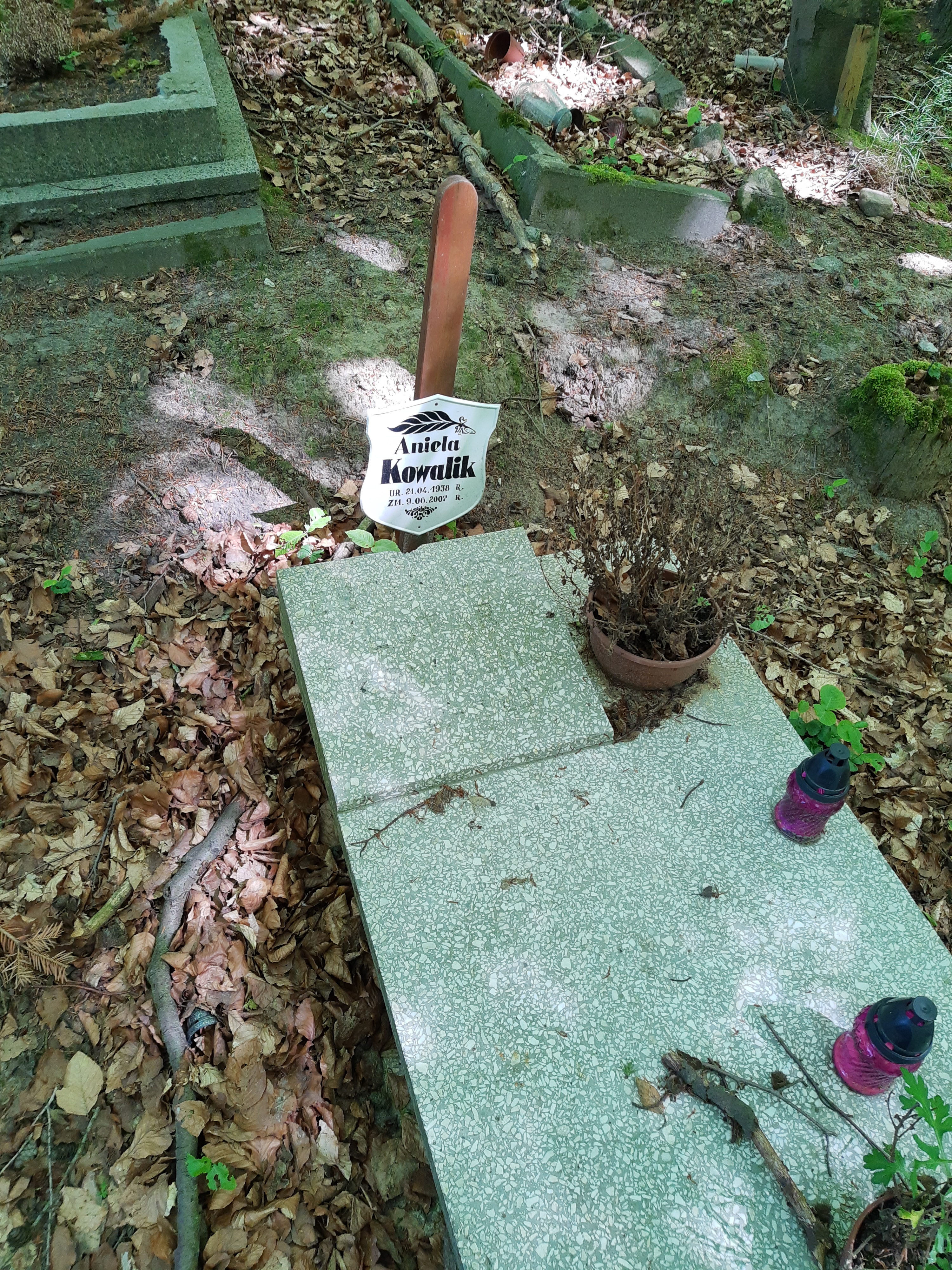
Grób Eugeniusza Lotara na Cmentarzu Srebrzysko

## Filmografia
- Znaki szczególne (1976) − robotnik Golik
- Śmierć prezydenta (1977)
- Znak orła (1977) (odc. 3)